# Дідовицький заказник
Дідо́вицький зака́зник — гідрологічний заказник місцевого значення в Україні. Об'єкт розташований у межах Звягельського району Житомирської області, на території ДП «Новоград-Волинський лісгосп АПК».
Площа 8,5 га. Статус отриманий у 2018 році. Перебуває у віданні ДП «Новоград-Волинський лісгосп АПК». 
Заказник являє собою окреме болотне урочище в замкнутій безстічній улоговині серед відкритих ландшафтів. Рослинність заказника представлена ценозами очерету південного, осоки побережної та щільних угрупувань чагарникових верб — верби попелястої, верби вушкатої, верби козячої, верби тритичинкової. Саме цей фітоценоз занесений до Бернської конвенції і становить пріоритет охорони у заказнику. Значну цінність становлять види, занесені до Червоної книги України (2009), зокрема, малого комонника зігнутого та пальчатокорінника мясо-червоного.